# Fabian Stratmann
Fabian Stratmann (* 1987 in Paderborn) ist ein deutscher Journalist und Radiomoderator. 

## Leben
Stratmann studierte an der Ruhr-Universität Bochum die Fächer Geschichte und Erziehungswissenschaft sowie an der Freien Universität Berlin Public History. Während seines Studiums begann Stratmann beim Berliner Radiosender 105’5 Spreeradio ein Praktikum und arbeitete anschließend in der Online-Redaktion von n-tv. 
Nach seinem Studium war Stratmann Volontär im neunten Jahrgang der Electronic Media School in Potsdam-Babelsberg. Nach Abschluss des Volontariats wechselte er 2015 zu rbb 88.8, wo er seitdem als Reporter und Moderator arbeitet.
Seit 2018 moderiert Stratmann im wöchentlichen Wechsel mit Sarah Schiwy die Sendung Pop nach Zehn auf rbb 88.8 und Antenne Brandenburg. Seit Sommer 2019 moderiert er am Sonntagvormittag auf rbb 88.8 die Sendung Gut leben in Berlin.

## Auszeichnungen
- 2015: KAUSA-Medienpreis des Bundesministeriums für Bildung und Forschung für das multimediale Projekt „Süpermarket Berlin“ (1. Platz in der Kategorie Multimedia)[1]
- 2016: AMIKO-Medienpreis für Vielfalt. Sonderpreis für das multimediale Projekt „Süpermarket Berlin“[2]